# Antinoa
Antinoa is een geslacht van schimmels behorend tot de familie Pezizellaceae.  

## Soorten
Volgens Index Fungorum telt het geslacht vijf soorten (peildatum maart 2023):
| Soortnaam           | Auteur(s)         | Publicatiejaar |
| ------------------- | ----------------- | -------------- |
| Antinoa fumosellina | (Starbäck) Velen. | 1934           |
| Antinoa nebularum   | Velen.            | 1934           |
| Antinoa nigritula   | (Rehm) Velen.     | 1934           |
| Antinoa pinacea     | Velen.            | 1934           |
| Antinoa pulchella   | (Fuckel) Baral    | 2015           |